# Ganswindt (cráter)

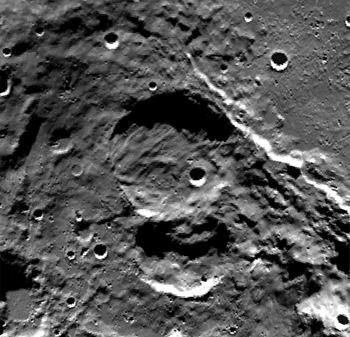
Fotografía de la misión Clementine (1994)

Ganswindt  es un cráter de impacto que se encuentra en la cara oculta de la Luna, cerca del polo sur. Se inserta en el exterior del sudoeste de la enorme llanura amurallada del cráter Schrödinger. Ganswindt se superpone en parte al cráter de menor tamaño Idel'son hacia el sur.
|  |

El borde de Gandswindt es más o menos circular, pero un tanto irregular, sobre todo en el extremo sur. Gran parte del piso interior está cubierto de cantos desiguales, con un pequeño cráter en la sección sudeste. Debido a que la luz del sol entra en su interior en un ángulo bajo, la parte norte de la planta está casi siempre cubierta de sombra, ocultando el terreno del cráter.
El cráter fue nombrado en honor de Hermann Ganswindt (1856-1934), pionero de la aviación que propuso por primera vez vehículos de reacción para los viajes espaciales en 1881. También propuso el tiempo como una cuarta dimensión.